# Родья (Ираклион)
Родья (греч. Ρόδια) — деревня в составе димы Малевизи, Ираклион на острове Крит, Греция. Расположена в 5 км к юго-западу от центра города, вблизи автомагистрали VOAK.

## История
Деревня сформировалась как сельское поселение в XIX веке. Название происходит от греческого слова «ρόδι» (гранат), который традиционно выращивался в этой местности.

## Демография
Динамика населения по данным ELSTAT:
| Год  | Население | Изменение |
| ---- | --------- | --------- |
| 1991 | 987       | —         |
| 2001 | 1,210     | +22.6 %   |
| 2011 | 1,398     | +15.5 %   |
| 2021 | 1,542     | +10.3 %   |

## Инфраструктура
- Образование: Начальная школа Родья (основана в 1965 году)
- Религия: Церковь Святого Георгия (построена в 1850 году)[2]
- Транспорт: Автобусные маршруты № 4 и № 7 компании KTEL Крит
- Спорт: Футбольный клуб «Астерас Родиа» (основан в 1978 году)